# Колумба Білецька
Преподобна Роза Колумба Білецька, або Матір Колумба (пол. Róża Kolumba Białecka; 23 серпня 1838, с. Яснище, нині Бродівський район Львівської області — 18 березня 1887) — засновниця згромадження сестер Домініканок.

## Біографія
Виховувалась в релігійній родині. Перебувала в спільноті Сестер у Нансі (Франція). У 1856 році познайомилася з домініканцем Вікентієм Янделем, який надихнув її на створення жіночого домініканського згромадження. Після складання обітів у згромадженні повернулася з Франції до Польщі, де 1861 року у Вільовсі (район Тарнобжегу) заснувала перший монастир Сестер Домініканок (офіційна назва — Конгрегація Сестер святого Домініка, пол. Siostry Dominikanki, Zgromadzenie Sióstr św. Dominika).
У селі Яснища, звідки вона родом, встановлено фігуру Матері Божої на місці її батьківської оселі.

## Беатифікаційний процес
Беатифікаційний процес почато 3 листопада 1988 року у Перемишельській Римо-Католицькій Архієпархії.
20 грудня 2004 року піднята до лику Преподобна.